# Marine Ghazarjan
Marine Ghazarjan (armeniska: Մարինէ Ղազարյան), född 28 november 1985, är en armenisk friidrottare. Hon deltog vid olympiska sommarspelen 2004.